# Königsbote
Der lateinische Begriff missus bezeichnete im Mittelalter allgemein einen Bevollmächtigten eines Großen im eigenen Bereich; dabei stellen die missi dominici (auch missi fiscales, missi regales, missi regis), deutsch Königsboten, die wichtigste Gruppe dar.
Schon unter den frühen Karolingern beginnt eine regelmäßige Aussendung von missi dominici. Sie wurden aus den königlichen Vasallen gewählt. Ihre Hauptaufgabe war die Kontrolle des Königsguts. Daneben hatten sie noch mehrere andere Aufgaben:
- Funktion als Verbindungsglieder zwischen den geistlichen und weltlichen Großen
- Überwachung und Durchführung von königlichen Anordnungen
- Beseitigung von Mängeln
- Meldung bei Verstößen

Im Jahr 802 kam es unter Karl dem Großen zu einer Neuordnung der Institution der Königsboten. Dabei handelte es sich nicht um einen sozialen Wechsel, also die Verdrängung ärmerer Vasallen durch die mächtigeren Getreuen Karls, denn die Beauftragten des Königs hatten schon immer der Elite des Reiches angehört (vgl. Forschungsbeitrag von J. Hannig). Die Reform Karls bezog sich vielmehr auf die Einrichtung von Missatsbezirken in den Kernzonen fränkischer Macht, die mit bereits vorhandenen Verwaltungsbezirken wie Grafschaften oder Metropolen verknüpft wurden. Die dort eingesetzten Amtsinhaber erhielten vom Herrscher besondere Machtbefugnisse.
Das System bewährte sich gut unter Karl dem Großen. Bald aber traten durch immer größere Eigeninteressen des Adels Schwierigkeiten auf. Dadurch kam es schon im 9. Jahrhundert zum Verfall des Systems, im 10. Jahrhundert ist es verschwunden.